# Sinfonía n.º 4 (Haydn)

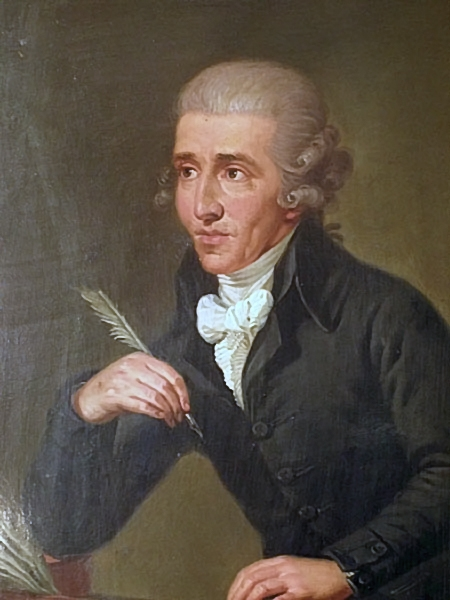
Haydn hacia 1770.

La Sinfonía n.º 4 en re mayor, Hob. I:4 fue compuesta por Joseph Haydn entre 1757 y 1761.

## Historia
La producción sinfónica del maestro austríaco puede dividirse a grandes rasgos en tres bloques temporales: el primer bloque (1757-1761) se corresponde con su periodo al servicio del conde Carl von Morzin (n.º 1 - n.º 5); el segundo bloque en la corte Esterházy (1761-1790 pero con la última sinfonía para el público de Esterházy en 1781); y el tercer bloque (1782-1795) comprende las Sinfonías de París (n.º 82 - n.º 87) y las Sinfonías de Londres (n.º 93 - n.º 104). El 1 de mayo de 1761 el compositor firmó su contrato como vice-kapellmeister (más tarde kapellmeister) de la familia Esterházy, que nominalmente duró 48 años, hasta su muerte.
La composición de esta pieza se cree que pudo desarrollarse entre 1757 y 1761, cuando el compositor tenía 29 años. En esta época Haydn trabajaba al servicio del conde Carl von Morzin en la corte de Lukavec. Si bien, es una de las últimas obras del periodo Lukavec del compositor.

## Instrumentación
La partitura está escrita para una orquesta formada por:
- Viento madera: 2 oboes, 1 fagot.
- Viento metal: 2 trompas.
- Cuerda: una sección de cuerdas con violines I y II, violas, violonchelos y contrabajos.
- Teclado: clavecín como bajo continuo.

En aquella época se solía emplear un fagot para amplificar la voz del bajo, incluso sin una notación separada. En cuanto a la participación del clavecín como bajo continuo en las sinfonías de Haydn existen diversas opiniones entre los estudiosos: James Webster se sitúa en contra; Hartmut Haenchen a favor; Jamie James en su artículo para The New York Times presenta diferentes posiciones por parte de Roy Goodman, Christopher Hogwood, H. C. Robbins Landon y James Webster). A partir de 2019 la mayor parte de las orquestas con instrumentos modernos no utiliza el clavecín como continuo. No obstante, existen grabaciones con clavecín en el bajo continuo realizadas por: Trevor Pinnock (Sturm und Drang Symphonies, Archiv, 1989-1990); Nikolaus Harnoncourt (n.º 6–8, Das Alte Werk, 1990); Sigiswald Kuijken (incluidas las Sinfonías de París y Londres; Virgin, 1988-1995); Roy Goodman (Ej. n.º 1-25, 70-78, 82-87; Hyperion, 2002).

## Estructura y análisis
La sinfonía consta de tres movimientos:
- I. Presto, en re mayor 4
4
- II. Andante, en re menor 2
4
- III. Tempo di Menuetto, en re mayor 3
8

La interpretación de esta obra dura aproximadamente 15 minutos (dependiendo del cumplimiento de las repeticiones prescritas). Tras la tentadora premonición de la estructura en cuatro movimientos en la Sinfonía n.º 3, la n.º 4 en re representa una especie de enfriamiento de los ánimos ya que el compositor volvió al formato estándar de tres movimientos y a los procesos convencionales. No obstante, el resultado final es típico de Haydn en su vigor y cordialidad como es habitual en el maestro austríaco.

### I.Presto
El primer movimiento, Presto, está escrito en la tonalidad de re mayor, en compás de 4/4 y sigue la forma sonata. El tema principal se cree que deriva de un aire serbio. En este sentido, cabe señalar que Haydn era de ascendencia croata. Por lo demás es una pieza algo predecible. Este Presto inicial se asemeja al de la Sinfonía n.° 1, que también era un Presto en re mayor. El parecido se refleja en su carácter motivacional y en pasajes como el interludio en modo menor escrito exclusivamente para violines. Sin embargo, en el desarrollo la impresionante secuencia de crescendo de doble modulación así como la retransición larga y llena de suspense son muy diferentes.

### II.Andante
El segundo movimiento, Andante, está en re menor, en compás de 2/4 y responde a una forma ternaria. El Andante es el verdadero punto de partida de esta composición. Se trata de uno de los primeros estudios "atmosféricos" de Haydn. Está ambientado en modo menor y los violines tocan con sordino. Presenta un inusual tema principal sincopado interpretado por violines divididos. Las corcheas de los segundos violines son compensadas por semicorcheas de los primeros violines que tocan por encima. Une tres ritmos separados: una melodía que arranca messa di voce y se desarrolla libremente; una parte interior sinuosamente sincopada y melódicamente activa; y una línea de bajo tipo "walking bass". La mezcla de los tres produce un estado de ánimo que no se describe fácilmente, pero que una vez escuchado no se olvida fácilmente.

### III.Tempo di Menuetto
El tercer y último movimiento, Tempo di Menuetto, retoma la tonalidad inicial, el compás es 3/8 y es una forma sonata en miniatura. El Finale comienza con uno de los primeros gestos temáticos de Haydn. Mientras que en el Presto los violines descendían en picado en la escala de la a re, ahora vuelven a subir de re a la. El desarrollo, aunque es simplemente un largo pedal de dominante, pasa en su segunda mitad al modo menor, sobre un motivo que recuerda el cierre del Andante. Aunque figura marcado como Tempo di Menuetto, no está escrito en el 3/4 típico de los minuetos, sino en 3/8 que es habitual en los Finales de otras sinfonías tempranas de Haydn. Al igual que otros minuetos, el movimiento carece de una sección trío central. Si la tuviera sería un minueto y trío, como aparecerá en siguientes sinfonías. Este movimiento pasaría totalmente desapercibido si no fuera por la peculiaridad de los bajos, que añaden un poco de alegría y picardía al conjunto.